# Schiffmühle (Bad Freienwalde (Oder))
Schiffmühle ist ein Ortsteil der Stadt Bad Freienwalde (Oder) im Landkreis Märkisch-Oderland (Brandenburg).

## Geographische Lage
Schiffmühle liegt etwa drei Kilometer nördlich des Stadtzentrums von Bad Freienwalde an der Alten Oder. Das Straßendorf zieht sich entlang einer Straße auf etwa vier Kilometern. Schiffmühle lag an der Bahnstrecke Freienwalde–Zehden.

## Geschichte
Zum 1. Januar 1946 schlossen sich die drei Dörfer Schiffmühle, Neutornow und Gabow zu einer Gemeinde unter dem Namen Schiffmühle zusammen. Der neue Name des Ortes sollte ursprünglich Gabow werden. Da sich in Schiffmühle ein Mitglied der KPD befand, wählte der zuständige sowjetische Kommandant diesen zum Bürgermeister und so kam Schiffmühle zum Ortsnamen.
Neutornow wurde zwischen 1755 und 1760 als Kolonistendorf gegründet, nachdem das Oderbruch trockengelegt worden war. Die Einwohner stammten hauptsächlich aus Hessen-Darmstadt und der Rheinpfalz.
Gabow war ursprünglich ein slawischer Rundling. Die urkundliche Ersterwähnung stammt aus 1337. Die typische Form des Rundlingsdorfs ging 1810 bei einem Brand verloren.
1753 wurde Schiffmühle erstmals urkundlich erwähnt. Hier lebten Arbeiter der umliegenden Ziegeleien und Sägewerke. 1847 wurde Schiffmühle ein selbständiges Dorf.
Am 26. Oktober 2003 wurde die bis dahin selbstständige Gemeinde nach Bad Freienwalde (Oder) eingemeindet.

## Ortsname
Schiffmühle stammt von der bis 1770 am Ufer der Alten Oder betriebenen Schiffmühle.
Neutornow wurde nach Tornow, später auch Alttornow, einem alten Fischereidorf am Ostrand von Bad Freienwalde (gehört zum Stadtgebiet) benannt.
Gabow hatte slawische Herkunft.

## Bevölkerung
| Jahr | Einwohner |
| ---- | --------- |
| 1875 | 328       |
| 1890 | 304       |
| 1910 | 283       |
| 1925 | 279       |
| 1933 | 286       |
| 1939 | 298       |

| Jahr | Einwohner |
| ---- | --------- |
| 1946 | 1.196     |
| 1950 | 1.205     |
| 1964 | 0891      |
| 1971 | 0865      |
| 1981 | 0773      |
| 1985 | 0749      |

| Jahr | Einwohner |
| ---- | --------- |
| 1989 | 714       |
| 1990 | 713       |
| 1991 | 745       |
| 1992 | 692       |
| 1993 | 737       |
| 1994 | 696       |

| Jahr | Einwohner |
| ---- | --------- |
| 1995 | 701       |
| 1996 | 709       |
| 1997 | 705       |
| 1998 | 707       |
| 1999 | 687       |
| 2000 | 703       |

| Jahr | Einwohner |
| ---- | --------- |
| 2001 | 704       |
| 2002 | 695       |
| 2011 | 590       |
| 2021 | 550       |

Gebietsstand des jeweiligen Jahres
Am 31. Dezember 2022 hatte Schiffmühle 553 Einwohner.

## Sehenswürdigkeiten

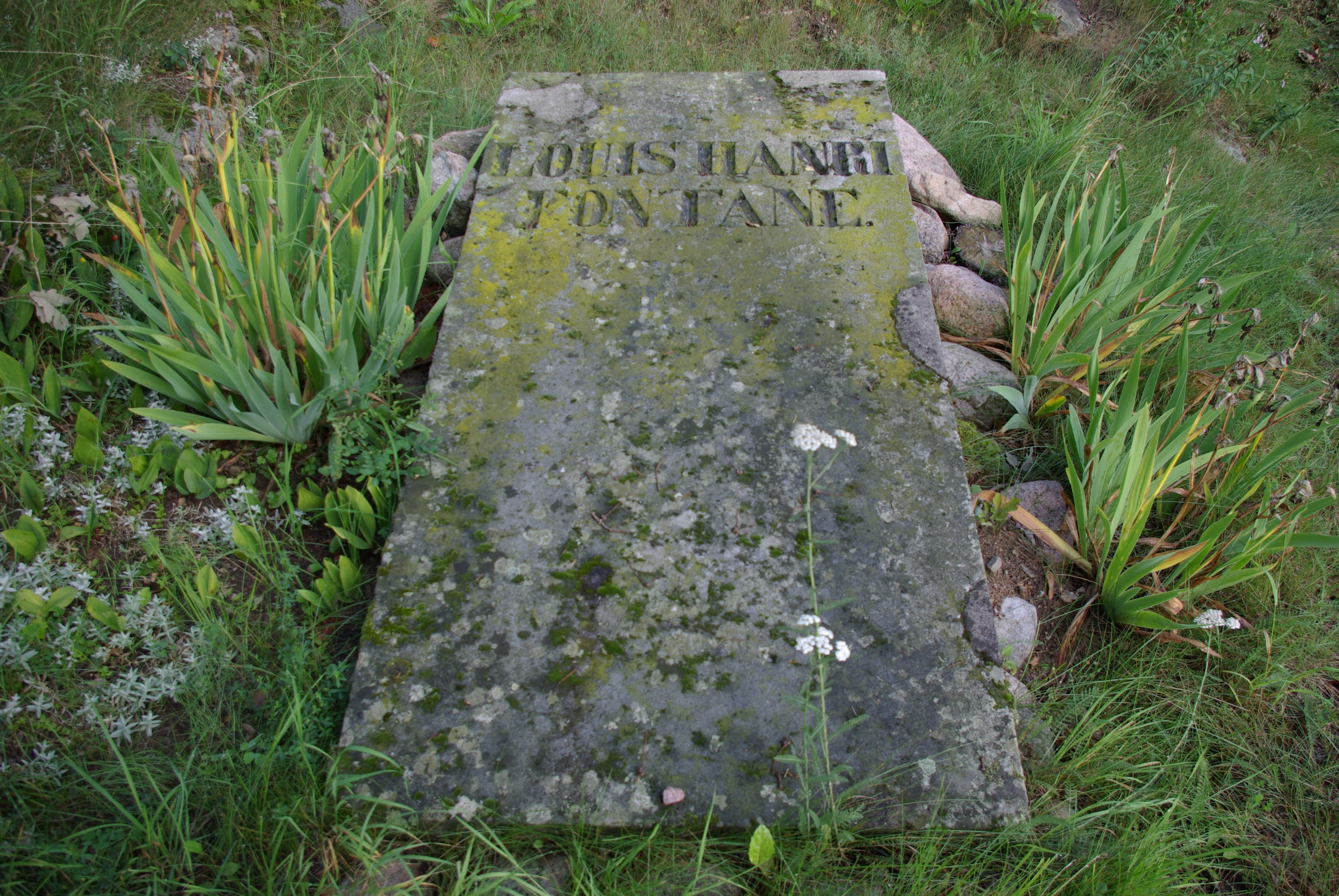
Grab von Louis Henri Fontane

- Die auf einer Anhöhe stehende Dorfkirche bietet einen guten Blick auf das Oderbruch. Die Kirche wurde in den 1990er Jahren restauriert. Neben der Kirche befindet sich das Grab von Louis Henri Fontane, des Vaters von Theodor Fontane. Auf dem Grabstein ist der Name allerdings fälschlicherweise Hanri geschrieben.
- In Gabow gibt es eine Reihe von Fachwerkhäusern.
- Schöpfwerk in Neutornow
- Chausseehaus nach Plänen Karl Friedrich Schinkels
- Fontanehaus
- Feldbackofen